# Großer Preis von Miami 2022
Der Große Preis von Miami 2022 (offiziell Formula 1 Crypto.com Miami Grand Prix 2022) fand am 8. Mai auf dem Miami International Autodrome in Miami Gardens statt und war das fünfte Rennen der Formel-1-Weltmeisterschaft 2022.

## Bericht

### Hintergründe
Nach dem Großen Preis der Emilia-Romagna führte Charles Leclerc in der Fahrerwertung mit 27 Punkten vor Max Verstappen und mit 32 Punkten vor Sergio Pérez. In der Konstrukteurswertung führte Ferrari mit elf Punkten vor Red Bull und mit 47 Punkten vor Mercedes. 
Beim Großen Preis von Miami stellte Pirelli den Fahrern die Reifenmischungen P Zero Hard (weiß, Mischung C2), P Zero Medium (gelb, C3) und P Zero Soft (rot, C4) sowie für Nässe Cinturato Intermediates (grün) und Cinturato Full-Wets (blau) zur Verfügung. 
Yuki Tsunoda, Lance Stroll, Verstappen (jeweils sieben), Nicholas Latifi (sechs), Pérez, Lando Norris, Valtteri Bottas (jeweils fünf), Pierre Gasly, Esteban Ocon (jeweils drei), Lewis Hamilton, Fernando Alonso, Alexander Albon (jeweils zwei), Sebastian Vettel, Daniel Ricciardo, Zhou Guanyu und George Russell (jeweils einer) gingen mit Strafpunkten ins Wochenende. Dazu gingen Tsunoda (drei), Carlos Sainz jr. (zwei), Albon und Stroll (jeweils eine) mit Verwarnungen ins Wochenende.
Da der Große Preis von Miami zum ersten Mal ausgetragen wurde, trat kein ehemaliger Sieger zu diesem Grand Prix an.
Als Rennkommissare für dieses Rennwochenende fungierten Garry Connelly (AUS), Felix Holter (DEU), Danny Sullivan (USA) und Dennis Dean (USA).

### Training
Leclerc fuhr im ersten freien Training in 1:31,098 Minuten die Bestzeit vor Russell und Verstappen.
In 1:29,938 Minuten erzielte Russell im zweiten freien Training die Bestzeit vor Leclerc und Pérez.
Pérez fuhr mit einer Rundenzeit von 1:30,304 Minuten im dritten freien Training die Bestzeit vor Leclerc und Verstappen.

### Qualifying
Das Qualifying bestand aus drei Teilen mit einer Nettolaufzeit von 45 Minuten. Im ersten Qualifying-Segment (Q1) hatten die Fahrer 18 Minuten Zeit, um sich für das Rennen zu qualifizieren. Alle Fahrer, die im ersten Abschnitt eine Zeit erzielten, die maximal 107 Prozent der schnellsten Rundenzeit betrug, qualifizierten sich für den Grand Prix. Die besten 15 Fahrer erreichten den nächsten Teil. Leclerc war Schnellster. Die beiden Williams-Piloten sowie Kevin Magnussen, Zhou und Ocon schieden aus.
Der zweite Abschnitt (Q2) dauerte 15 Minuten. Die schnellsten zehn Piloten qualifizierten sich für den dritten Teil des Qualifyings. Leclerc war Schnellster, Alonso, Russell, Vettel, Ricciardo und Mick Schumacher schieden aus.
Der letzte Abschnitt (Q3) ging über eine Zeit von zwölf Minuten, in denen die ersten zehn Startpositionen vergeben wurden. Leclerc fuhr mit einer Rundenzeit von 1:28,796 Minuten die Bestzeit vor Sainz jr. und Verstappen.

### Rennen
In der ersten Kurve zu Beginn überholte Verstappen Sainz jr. für den zweiten Platz und schloss auf Leclerc auf, den er in Runde 9 an der Spitze überholte, da Leclerc mit den Mediums zu kämpfen hatte. Das Rennen wurde in Runde 41 unterbrochen, als Norris‘ hinterer rechter Reifen Kontakt mit Gaslys vorderem linken Reifen hatte, was ein virtuelles Safety-Car und dann ein Safety-Car für fünf Runden auslöste.
Verstappen wurde beim Restart von Leclerc unter Druck gesetzt und verteidigte seine Position, um den Sieg zu holen. In Runde 52 versuchte Verstappens Teamkollege Pérez, Sainz jr. in Kurve 1 zu überholen, machte aber einen Fehler und blieb dahinter.
Vettel und Schumacher kollidierten in Runde 53, es wurden jedoch keine Maßnahmen ergriffen.
Verstappen gewann schlussendlich das Rennen. Für Verstappen war es der 23. Sieg in der Formel-1-Weltmeisterschaft. Leclerc und Sainz jr. belegten die Plätze zwei und drei, während Pérez, der vorübergehend unter Motorproblemen litt, die ihn etwa 30 PS kosteten, den vierten Platz belegte, und Russell die ersten fünf abschloss. Die restlichen Punkteplatzierungen belegten Hamilton, Valtteri Bottas, Ocon, Albon und Alonso.
Nach dem Rennen erhielt Alonso allerdings zwei separate Fünf-Sekunden-Zeitstrafen, wodurch er aus den Top 10 der Punkte fiel und Stroll auf den 10. Platz vorrückte. Magnussen hatte nach dem Restart zwei Zwischenfälle mit Stroll und schied in der letzten Runde aus. Er wurde als 16. gewertet, da er mehr als 90 % der Renndistanz zurücklegte.
Sowohl in der Fahrer- als auch in der Konstrukteurswertung blieben die ersten drei Positionen unverändert.

## Meldeliste
| Team                                  | Nr. | Fahrer           | Chassis                           | Motor                             | Reifen |
| ------------------------------------- | --- | ---------------- | --------------------------------- | --------------------------------- | ------ |
| Oracle Red Bull Racing                | 01  | Max Verstappen   | Red Bull Racing RB18              | Red Bull RBPTH001                 | P      |
| Oracle Red Bull Racing                | 11  | Sergio Pérez     | Red Bull Racing RB18              | Red Bull RBPTH001                 | P      |
| Mercedes-AMG Petronas F1 Team         | 63  | George Russell   | Mercedes-AMG F1 W13 E Performance | Mercedes-AMG F1 M13 E Performance | P      |
| Mercedes-AMG Petronas F1 Team         | 44  | Lewis Hamilton   | Mercedes-AMG F1 W13 E Performance | Mercedes-AMG F1 M13 E Performance | P      |
| Scuderia Ferrari                      | 16  | Charles Leclerc  | Ferrari F1-75                     | Ferrari 066/7                     | P      |
| Scuderia Ferrari                      | 55  | Carlos Sainz jr. | Ferrari F1-75                     | Ferrari 066/7                     | P      |
| McLaren F1 Team                       | 03  | Daniel Ricciardo | McLaren MCL36                     | Mercedes-AMG F1 M13 E Performance | P      |
| McLaren F1 Team                       | 04  | Lando Norris     | McLaren MCL36                     | Mercedes-AMG F1 M13 E Performance | P      |
| BWT Alpine F1 Team                    | 14  | Fernando Alonso  | Alpine A522                       | Renault E-Tech RE22               | P      |
| BWT Alpine F1 Team                    | 31  | Esteban Ocon     | Alpine A522                       | Renault E-Tech RE22               | P      |
| Scuderia AlphaTauri                   | 10  | Pierre Gasly     | AlphaTauri AT03                   | Red Bull RBPTH001                 | P      |
| Scuderia AlphaTauri                   | 22  | Yuki Tsunoda     | AlphaTauri AT03                   | Red Bull RBPTH001                 | P      |
| Aston Martin Aramco Cognizant F1 Team | 18  | Lance Stroll     | Aston Martin AMR22                | Mercedes-AMG F1 M13 E Performance | P      |
| Aston Martin Aramco Cognizant F1 Team | 05  | Sebastian Vettel | Aston Martin AMR22                | Mercedes-AMG F1 M13 E Performance | P      |
| Williams Racing                       | 23  | Alexander Albon  | Williams FW44                     | Mercedes-AMG F1 M13 E Performance | P      |
| Williams Racing                       | 06  | Nicholas Latifi  | Williams FW44                     | Mercedes-AMG F1 M13 E Performance | P      |
| Alfa Romeo F1 Team ORLEN              | 77  | Valtteri Bottas  | Alfa Romeo C42                    | Ferrari 066/7                     | P      |
| Alfa Romeo F1 Team ORLEN              | 24  | Zhou Guanyu      | Alfa Romeo C42                    | Ferrari 066/7                     | P      |
| Haas F1 Team                          | 20  | Kevin Magnussen  | Haas VF-22                        | Ferrari 066/7                     | P      |
| Haas F1 Team                          | 47  | Mick Schumacher  | Haas VF-22                        | Ferrari 066/7                     | P      |

## Klassifikationen

### Qualifying
| Pos.                                                                      | Fahrer           | Konstrukteur                 | Q1         | Q2       | Q3       | Start |
| ------------------------------------------------------------------------- | ---------------- | ---------------------------- | ---------- | -------- | -------- | ----- |
| 01                                                                        | Charles Leclerc  | Ferrari                      | 1:29,474   | 1:29,130 | 1:28,796 | 01    |
| 02                                                                        | Carlos Sainz jr. | Ferrari                      | 1:30,079   | 1:29,729 | 1:28,986 | 02    |
| 03                                                                        | Max Verstappen   | Red Bull Racing-RBPT         | 1:29,836   | 1:29,202 | 1:28,991 | 03    |
| 04                                                                        | Sergio Pérez     | Red Bull Racing-RBPT         | 1:30,055   | 1:29,673 | 1:29,036 | 04    |
| 05                                                                        | Valtteri Bottas  | Alfa Romeo-Ferrari           | 1:30,845   | 1:29,751 | 1:29,475 | 05    |
| 06                                                                        | Lewis Hamilton   | Mercedes                     | 1:30,388   | 1:29,797 | 1:29,625 | 06    |
| 07                                                                        | Pierre Gasly     | AlphaTauri-RBPT              | 1:30,779   | 1:30,128 | 1:29,690 | 07    |
| 08                                                                        | Lando Norris     | McLaren-Mercedes             | 1:30,761   | 1:29,634 | 1:29,750 | 08    |
| 09                                                                        | Yuki Tsunoda     | AlphaTauri-RBPT              | 1:30,485   | 1:30,031 | 1:29,932 | 09    |
| 10                                                                        | Lance Stroll     | Aston Martin Aramco-Mercedes | 1:30,441   | 1:29,996 | 1:30,676 | 10    |
| 11                                                                        | Fernando Alonso  | Alpine-Renault               | 1:30,407   | 1:30,160 | –        | 11    |
| 12                                                                        | George Russell   | Mercedes                     | 1:30,490   | 1:30,173 | –        | 12    |
| 13                                                                        | Sebastian Vettel | Aston Martin Aramco-Mercedes | 1:30,677   | 1:30,214 | –        | 13    |
| 14                                                                        | Daniel Ricciardo | McLaren-Mercedes             | 1:30,583   | 1:30,310 | –        | 14    |
| 15                                                                        | Mick Schumacher  | Haas-Ferrari                 | 1:30,645   | 1:30,423 | –        | 15    |
| 16                                                                        | Kevin Magnussen  | Haas-Ferrari                 | 1:30,975   | –        | –        | 16    |
| 17                                                                        | Zhou Guanyu      | Alfa Romeo-Ferrari           | 1:31,020   | –        | –        | 17    |
| 18                                                                        | Alexander Albon  | Williams-Mercedes            | 1:31,266   | –        | –        | 18    |
| 19                                                                        | Nicholas Latifi  | Williams-Mercedes            | 1:31,325   | –        | –        | 19    |
| 107-Prozent-Zeit: 1:35,737 min (bezogen auf Q1-Bestzeit von 1:29,474 min) |                  |                              |            |          |          |       |
| DNQ                                                                       | Esteban Ocon     | Alpine-Renault               | keine Zeit | –        | –        | 20    |

Anmerkungen
1. ↑  Ocon wurde erlaubt zu starten, da er im freien Training ausreichend schnell gefahren war.

### Rennen
| Pos. | Fahrer           | Konstrukteur                 | Runden | Stopps | Zeit        | Start | Schnellste Runde |
| ---- | ---------------- | ---------------------------- | ------ | ------ | ----------- | ----- | ---------------- |
| 01   | Max Verstappen   | Red Bull Racing-RBPT         | 57     | 1      | 1:34:24,258 | 03    | 1:31,361 (54.)   |
| 02   | Charles Leclerc  | Ferrari                      | 57     | 1      | + 3,786     | 01    | 1:31,488 (53.)   |
| 03   | Carlos Sainz jr. | Ferrari                      | 57     | 1      | + 8,229     | 02    | 1:31,790 (56.)   |
| 04   | Sergio Pérez     | Red Bull Racing-RBPT         | 57     | 2      | + 10,638    | 04    | 1:31,819 (54.)   |
| 05   | George Russell   | Mercedes                     | 57     | 1      | + 18,582    | 12    | 1:32,195 (56.)   |
| 06   | Lewis Hamilton   | Mercedes                     | 57     | 1      | + 21,368    | 06    | 1:32,941 (55.)   |
| 07   | Valtteri Bottas  | Alfa Romeo-Ferrari           | 57     | 1      | + 25,073    | 05    | 1:33,184 (56.)   |
| 08   | Esteban Ocon     | Alpine-Renault               | 57     | 1      | + 28,386    | 20    | 1:33,163 (56.)   |
| 09   | Alexander Albon  | Williams-Mercedes            | 57     | 1      | + 32,365    | 18    | 1:33,447 (57.)   |
| 10   | Lance Stroll     | Aston Martin Aramco-Mercedes | 57     | 1      | + 37,026    | Box   | 1:33,312 (52.)   |
| 11   | Fernando Alonso  | Alpine-Renault               | 57     | 1      | + 37,128    | 11    | 1:33,331 (53.)   |
| 12   | Yuki Tsunoda     | AlphaTauri-RBPT              | 57     | 2      | + 40,146    | 09    | 1:33,035 (55.)   |
| 13   | Daniel Ricciardo | McLaren-Mercedes             | 57     | 2      | + 40,902    | 14    | 1:33,265 (56.)   |
| 14   | Nicholas Latifi  | Williams-Mercedes            | 57     | 1      | + 49,936    | 19    | 1:34,169 (53.)   |
| 15   | Mick Schumacher  | Haas-Ferrari                 | 57     | 2      | + 1:13,305  | 15    | 1:32,528 (57.)   |
| 16   | Kevin Magnussen  | Haas-Ferrari                 | 56     | 3      | DNF         | 16    | 1:33,511 (52.)   |
| 17   | Sebastian Vettel | Aston Martin Aramco-Mercedes | 54     | 2      | DNF         | Box   | 1:33,479 (50.)   |
| –    | Pierre Gasly     | AlphaTauri-RBPT              | 45     | 3      | DNF         | 07    | 1:34,487 (38.)   |
| –    | Lando Norris     | McLaren-Mercedes             | 39     | 1      | DNF         | 08    | 1:33,411 (37.)   |
| –    | Zhou Guanyu      | Alfa Romeo-Ferrari           | 6      | 1      | DNF         | 17    | 1:35,731 (04.)   |

Anmerkungen
1. ↑  Stroll musste aus der Boxengasse starten, da an seinem Wagen kurz vor Rennstart technische Probleme mit der Benzintemperatur entdeckt wurden.
2. ↑  Alonso erhielt eine Zeitstrafe von fünf Sekunden für das Verursachen einer Kollision.
3. ↑  Alonso erhielt nachträglich eine Zeitstrafe von fünf Sekunden, da er sich durch das Verlassen der Strecke einen Vorteil verschaffte.
4. ↑  Ricciardo erhielt nachträglich eine Zeitstrafe von fünf Sekunden, da er sich durch das Verlassen der Strecke einen Vorteil verschaffte.
5. ↑  Magnussen erhielt nachträglich eine Zeitstrafe von fünf Sekunden für das Verursachen einer Kollision.
6. ↑  Vettel musste aus der Boxengasse starten, da an seinem Wagen kurz vor Rennstart technische Probleme mit der Benzintemperatur entdeckt wurden.

## WM-Stände nach dem Rennen
Die ersten zehn des Rennens bekamen 25, 18, 15, 12, 10, 8, 6, 4, 2 bzw. 1 Punkt(e). Zusätzlich gab es einen Punkt für die schnellste Rennrunde, da der Fahrer unter den ersten Zehn landete. 

### Fahrerwertung
| Pos. | Fahrer           | Konstrukteur         | Punkte |
| ---- | ---------------- | -------------------- | ------ |
| 01   | Charles Leclerc  | Ferrari              | 104    |
| 02   | Max Verstappen   | Red Bull Racing-RBPT | 85     |
| 03   | Sergio Pérez     | Red Bull Racing-RBPT | 66     |
| 04   | George Russell   | Mercedes             | 59     |
| 05   | Carlos Sainz jr. | Ferrari              | 53     |
| 06   | Lewis Hamilton   | Mercedes             | 36     |
| 07   | Lando Norris     | McLaren-Mercedes     | 35     |
| 08   | Valtteri Bottas  | Alfa Romeo-Ferrari   | 30     |
| 09   | Esteban Ocon     | Alpine-Renault       | 24     |
| 10   | Kevin Magnussen  | Haas-Ferrari         | 15     |
| 11   | Daniel Ricciardo | McLaren-Mercedes     | 11     |

| Pos. | Fahrer           | Konstrukteur                 | Punkte |
| ---- | ---------------- | ---------------------------- | ------ |
| 12   | Yuki Tsunoda     | AlphaTauri-RBPT              | 10     |
| 13   | Pierre Gasly     | AlphaTauri-RBPT              | 6      |
| 14   | Sebastian Vettel | Aston Martin Aramco-Mercedes | 4      |
| 15   | Alexander Albon  | Williams-Mercedes            | 3      |
| 16   | Fernando Alonso  | Alpine-Renault               | 2      |
| 17   | Lance Stroll     | Aston Martin Aramco-Mercedes | 2      |
| 18   | Zhou Guanyu      | Alfa Romeo-Ferrari           | 1      |
| 19   | Mick Schumacher  | Haas-Ferrari                 | 0      |
| 20   | Nico Hülkenberg  | Aston Martin Aramco-Mercedes | 0      |
| 21   | Nicholas Latifi  | Williams-Mercedes            | 0      |

### Konstrukteurswertung
| Pos. | Konstrukteur         | Punkte |
| ---- | -------------------- | ------ |
| 1    | Ferrari              | 157    |
| 2    | Red Bull Racing-RBPT | 151    |
| 3    | Mercedes             | 95     |
| 4    | McLaren-Mercedes     | 46     |
| 5    | Alfa Romeo-Ferrari   | 31     |

| Pos. | Konstrukteur                 | Punkte |
| ---- | ---------------------------- | ------ |
| 06   | Alpine-Renault               | 26     |
| 07   | AlphaTauri-RBPT              | 16     |
| 08   | Haas-Ferrari                 | 15     |
| 09   | Aston Martin Aramco-Mercedes | 6      |
| 10   | Williams-Mercedes            | 3      |